# Gerard Adriaan Heineken
Gerard Adriaan Heineken (29. září 1841 Amsterdam – 18. březen 1893 Amsterdam) byl nizozemský obchodník a pivovarník, zakladatel jedné z největších pivovarnických společností světa, firmy Heineken. Tu založil roku 1864, když ve svých 22 letech, s finanční podporou matky, zakoupil tehdy největší pivovar v Amsterdamu - De Hooiberg. Původní název zpočátku ponechal, ale v roce 1873 změnil jméno pivovaru na Heineken Bierbrouwerij Maatschappij.